# Stewart Wilken
Stewart Wilken (nacido el 11 de noviembre de 1966), conocido como Boetie Boer, es un asesino en serie convicto de Sudáfrica. Wilken es considerado un asesino en serie muy inusual, ya que mató a dos tipos distintos de víctimas: prostitutas y niños (también mató a su hija de diez años, Wuane). Los asesinos en serie casi siempre eligen víctimas con ciertas características comunes, que pueden ser cualquier cosa, desde la apariencia física o edad, hasta su trabajo o vestir cierta prenda. Lo hacen porque les genera una descarga emocional, y detrás hay una motivación psicológica subyacente. Asesinó desde 1990 hasta que fue arrestado en enero de 1997. Estuvo activo en Port Elizabeth, en la costa este de Sudáfrica.

## Primeros años
Wilken nació el 11 de noviembre de 1966 en Boksburg, Sudáfrica. Su padre lo abandonó a él y su hermana de dos años en una cabina telefónica cuando tenía alrededor de seis meses.
Una empleada doméstica encontró a los niños y los llevó a casa de su empleador, un hombre conocido como "Doep", quien infligió abusos físicos y sexuales al niño durante unos dieciocho meses, tiempo durante el cual su hermana desapareció. El matrimonio que vivía al lado, los Wilken, al encontrarlo desnutrido e infestado de piojos, se lo llevaron y lo adoptaron, llamándolo Stewart Wilken. Luego él se haría llamar "Boetie Boer" (hermano granjero).
La familia se mudó a Port Elizabeth. No le fue bien en la escuela y se comportó violentamente en ocasiones tanto en el colegio como en casa, lo que le valió frecuentes castigos. Comenzó a fumar marihuana a los ocho años y con nueve, fue sodomizado por un diácono después de las clases dominicales.

## Crímenes
Wilken fue acusado de diez cargos de asesinato y cinco de sodomía el 3 de febrero de 1997. Fue declarado culpable de siete cargos de asesinato y dos cargos de sodomía el 20 de febrero de 1998. Wilken recibió siete cadenas perpetuas y el juez Chris Jansen le informó además que habría recibido la pena de muerte si todavía hubiera estado disponible para él.
Mató a su hija, Wuane, que nació de su primer matrimonio. Dijo que su padrastro abusó sexualmente de ella y que quería enviar su alma a Dios. Dijo durante la entrevista con la policía que tuvo relaciones sexuales con el cadáver en descomposición de su última víctima, Henry Bakers, de doce años, que le conocía porque su madre lo había alojado en casa mientras Wilken atravesaba problemas matrimoniales. También afirmó que se comió los pezones de su sexta víctima, una prostituta a la que además apuñaló con ensañamiento.